# Downhill (film)
Downhill är en brittisk stum dramafilm från 1927 i regi av Alfred Hitchcock. Filmen är baserad på Constance Collier och Ivor Novellos pjäs Down Hill. I huvudrollerna ses Ivor Novello, Robin Irvine och Isabel Jeans.

## Rollista i urval
- Ivor Novello – Roddy Berwick
- Robin Irvine – Tim Wakely
- Isabel Jeans – Julia
- Ian Hunter – Archie
- Norman McKinnel – Sir Thomas Berwick
- Annette Benson – Mabel
- Sybil Rhoda – Sybil Wakely
- Lilian Braithwaite – Lady Berwick
- Violet Farebrother –  poeten
- Ben Webster – Dr. Dawson
- Hannah Jones – sömmerskan
- Jerrold Robertshaw – pastor Henry Wakely
- Barbara Gott – Madame Michet
- Alf Goddard – The Swede
- J. Nelson – Hibbert